# استارومصطفینو
استارومصطفینو (انگلیسی: Staromustafino) یک شهرک در شهرستان بورایفسکی باشقیرستان کشور روسیه است.